# Watt (Schiff)
Die Watt war ein elektrisch angetriebenes Schiff mit einem Akkumulator als Energiespeicher. Sie wurde 1891 von der Allgemeinen-Elektricitäts-Gesellschaft (AEG) für den Berliner Wannsee beschafft und dort auch eingesetzt. 

## Technische Daten
Das Schiff bestand aus Eichenholz und war mit Fichtenholz beplankt. Die Länge betrug 7,5 m, es war 1,9 m breit und hatte einen Tiefgang von 0,9 m. Der auf einen Propeller wirkende Elektromotor hatte eine Nennleistung von 3 PS (ca. 2,2 kW). Der Akkumulator war mit 46 Zellen ausgestattet, die eine Gesamtkapazität von 150 Ah hatten. Der Entladestrom betrug etwa 25 A. 

## Hintergrund
Die Allgemeinen-Elektricitäts-Gesellschaft wollte mit dem Einsatz dieses Akkuschiffes die Verbreitung von elektrisch angetriebenen Fahrzeugen und hiermit besonders von Wasserfahrzeugen vorantreiben. Damit sollte die Nachfrage auch in anderen Städten beeinflusst werden. 
Der elektrische Antrieb hatte den Vorteil, dass man sofort losfahren konnte. Der Nachteil bestand im schweren Akkumulator und der begrenzten Reichweite.